# Tämän maailman ruhtinaan hovi
Tämän maailman ruhtinaan hovi – czwarty album studyjny thrash metalowego zespołu Mokoma wydany 12 maja 2004 roku.

## Lista utworów
1. „Toista maata” – 4:31
2. „Haudan takaa” – 3:21
3. „Hiljaisuuden julistaja” – 2:27
4. „Tämän maailman ruhtinaan hovi” – 4:16
5. „Minä elän!” – 3:35
6. „Kiellän itseni” – 2:56
7. „Hyinen syli” – 4:18
8. „Vade retro, Satana!” – 2:34
9. „Sudet ihmisten vaatteissa” – 4:10
10. „Poltetun maan taktiikkaa” – 3:10
11. „Nämä kolme ovat yhtä” – 2:43
12. „Uni saa tulla” – 3:24

## Single
- Hiljaisuuden julistaja (2004)

## Twórcy
| Mokoma - Marko Annala – wokal - Kuisma Aalto – gitara, gitara basowa - Tuomo Saikkonen – gitara, gitara basowa - Janne Hyrkäs – perkusja | Personel - Janne Saksa – produkcja, inżynieria dźwięku, miksowanie - Mika Jussila – mastering - Ville Pirinen – projekt okładki |